# Zoran Žižić
Zoran Žižić (cirílico: Зоран Жижић; Podgorica, 4 de março de 1951 - Podgorica, 4 de janeiro de 2013) foi um político montenegrino.

## Vida
Žižić nasceu em Titogrado, Montenegro, República Socialista Federativa da Iugoslávia. Membro do Partido Popular Socialista de Montenegro, tornou-se primeiro-ministro da República Federal da Iugoslávia em 4 de novembro de 2000, logo após a queda de Slobodan Milošević, quando o gabinete de seu colega Momir Bulatović entrou em colapso. Žižić renunciou em 29 de junho de 2001, após 8 meses no cargo, em protesto contra a extradição de Milosevic para o Tribunal Penal Internacional para a antiga Jugoslávia e deixou o cargo em 24 de julho de 2001, quando um novo gabinete foi formado após a eleição parlamentar montenegrina de 2001 liderada por outro de seus colegas, Dragiša Pešić. Em protesto contra as mudanças políticas, Žižić deixou o Partido Popular Socialista de Montenegro.